# Rougequeue de Güldenstädt
Phoenicurus erythrogastrus
Espèce
Statut de conservation UICN

 LC  : Préoccupation mineure
Le Rougequeue de Güldenstädt (Phoenicurus erythrogastrus) est une espèce d'oiseau de la famille des Muscicapidae.
Son nom commémore l'explorateur et naturaliste allemand Johann Anton Güldenstädt (1745-1783).

## Répartition et sous-espèces
Son aire s'étend à travers les régions montagneuses d'Asie centrale.
Selon la classification de référence du Congrès ornithologique international (14.2, 2024) :
- P. erythrogastrus (Güldenstädt, 1775) — Caucase
- P. grandis (Gould, 1850) — montagnes du centre-est asiatique